# Petar Houbtchev
Petar Houbtchev est un footballeur bulgare né le 26 février 1964 à Glozhene.
Houbtchev a été membre de l'équipe de Bulgarie qui a été demi-finaliste à la Coupe du monde 1994 et a également participé à l'Euro 1996. Il jouait au poste de défenseur central.
Après les bons résultats de l'équipe nationale en 1994, il quitte la Bulgarie. En Bundesliga, il a joué sous les couleurs du Hambourg SV, dont il a notamment été le capitaine, puis à l'Eintracht Francfort où il a fini sa carrière à l'âge de 38 ans.

## Carrière joueur
- ?-1989 : PFK Litex Lovetch  Bulgarie
- 1989-1993 : Levski Sofia  Bulgarie
- 1994-1997 : Hambourg SV  Allemagne
- 1997-2005 : Eintracht Francfort  Allemagne

## Palmarès joueur
- 25 sélections et 0 but avec l'équipe de Bulgarie entre 1984 et 1996.
- Championnat de Bulgarie de football 1993 et 1994
- Coupe de Bulgarie de football 1991-1992-1994

## Carrière entraineur
- 2009-2011 :  Chernomorets Pomorié
- 2011-oct. 2011 :  Botev Plovdiv
- oct. 2012-2016 :  Béroé Stara Zagora
- sep. 2016-2019 :  Bulgarie

## Palmarès d'entraineur
- Coupe de Bulgarie : 2013